# El Triunfo 2da. Sección
El Triunfo 2da. Sección är en ort i Mexiko.   Den ligger i kommunen Juárez och delstaten Chiapas, i den sydöstra delen av landet, 700 km öster om huvudstaden Mexico City. El Triunfo 2da. Sección ligger 72 meter över havet och antalet invånare är 656.
Terrängen runt El Triunfo 2da. Sección är platt åt nordväst, men åt sydost är den kuperad. Runt El Triunfo 2da. Sección är det ganska glesbefolkat, med 43 invånare per kvadratkilometer. Närmaste större samhälle är Pueblo Juárez, 13,2 km nordost om El Triunfo 2da. Sección. Trakten runt El Triunfo 2da. Sección består till största delen av jordbruksmark.